# Glacier Express
O Glacier Express - o Expresso do Glaciar - é um comboio turístico na Suíça entre St Moritz e Zermatt via Coira, Disentis/Mustér, Andermatt e Briga (Valais).

## Nome
Como o seu nome indica, o Glacier refere-se ao Glaciar do Ródano, que era na, altura da primeira viagem a 25 de Junho de 1930, com partida de Zermatt às 7h30 e chegada a St. Moritz 11 horas mais tarde, seguido pela linha, pois a certa altura ele subia a Furka e utilizava a Linha da Furka. O inconveniente era que a linha estava fechada durante grande parte do Inverno e o comboio não circulava. O problema foi resolvido aquando da abertura em 1982 do Túnel de base da Furka.

## Características
Esse comboio turístico de bitola métrica está equipado desde 2006 com carruagens envidraçadas e utiliza as linhas da Ferrovia Rética e da Linha Matterhorn-Gotthard. É muitas vezes descrito como o mais lento expresso do mundo, mesmo se hoje só leva 7h30 para fazer o anterior trajecto de 11 horas.

## Viagem
No curso da sua viagem passa por:
- 291 pontes
- 91 tuneis
- um colo, o Passo do Oberalp que culmina a 2 033 m, mas evita o Passo da Furka assim como o Passo de Albula por passar em túneis.

## Imagens

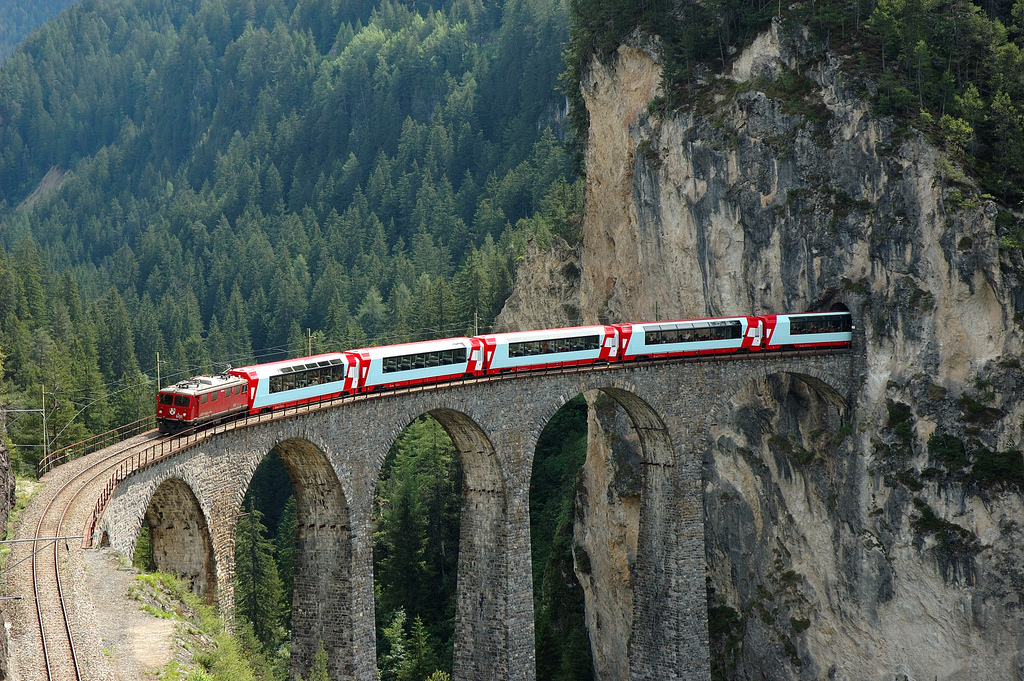
No viaduto Landwasser
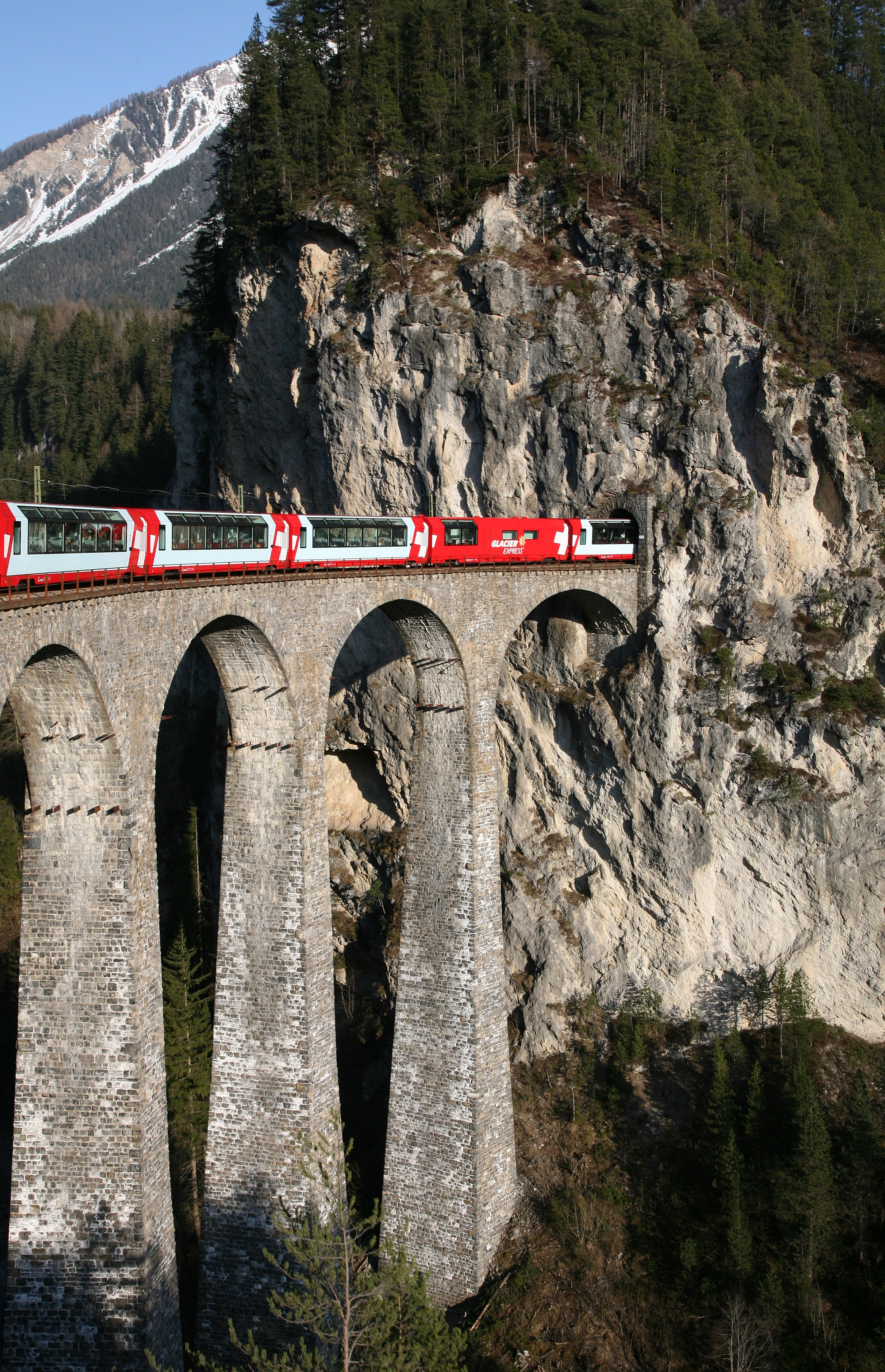
Túneis e pontes
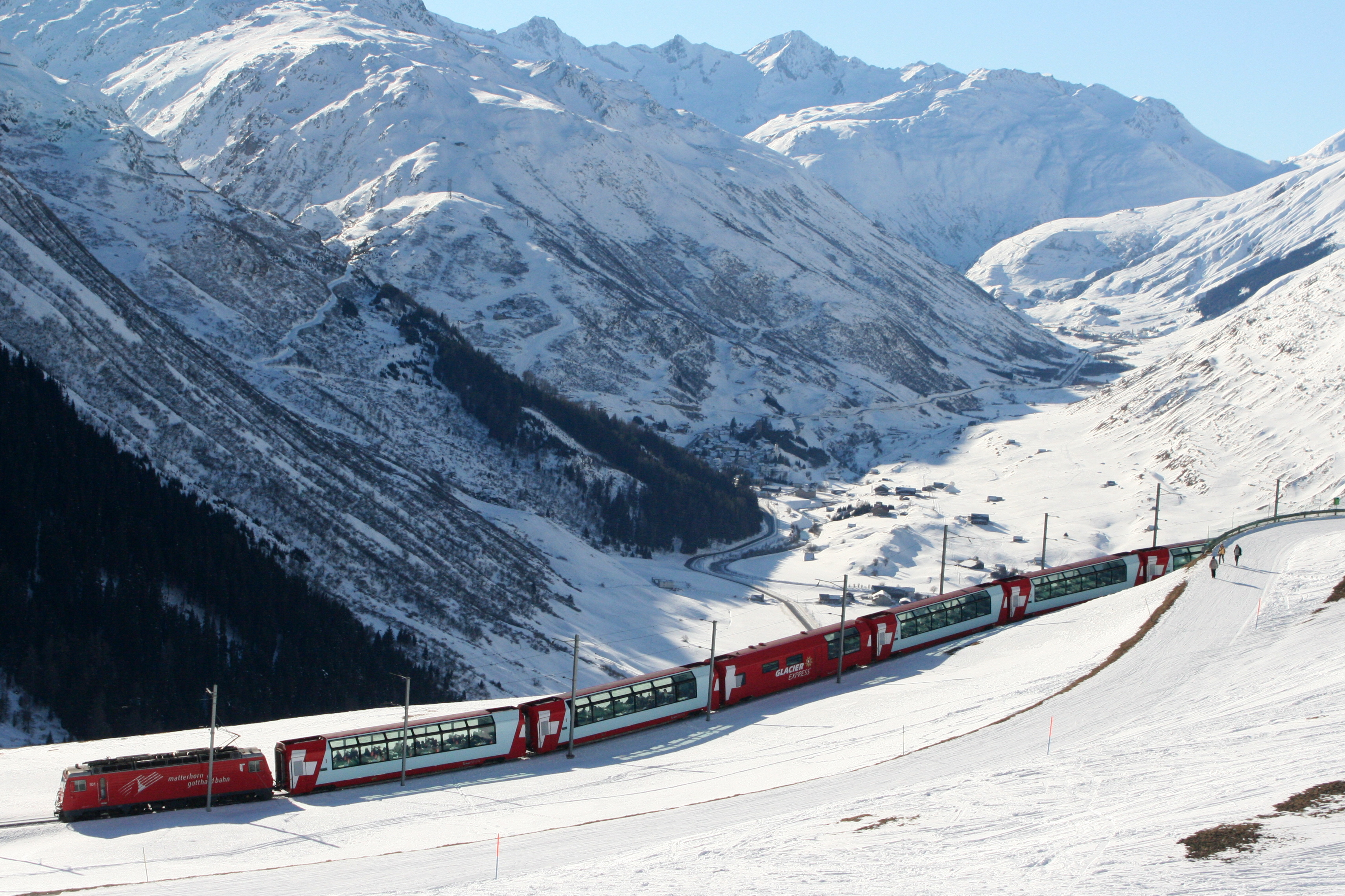
Perto de Andermat
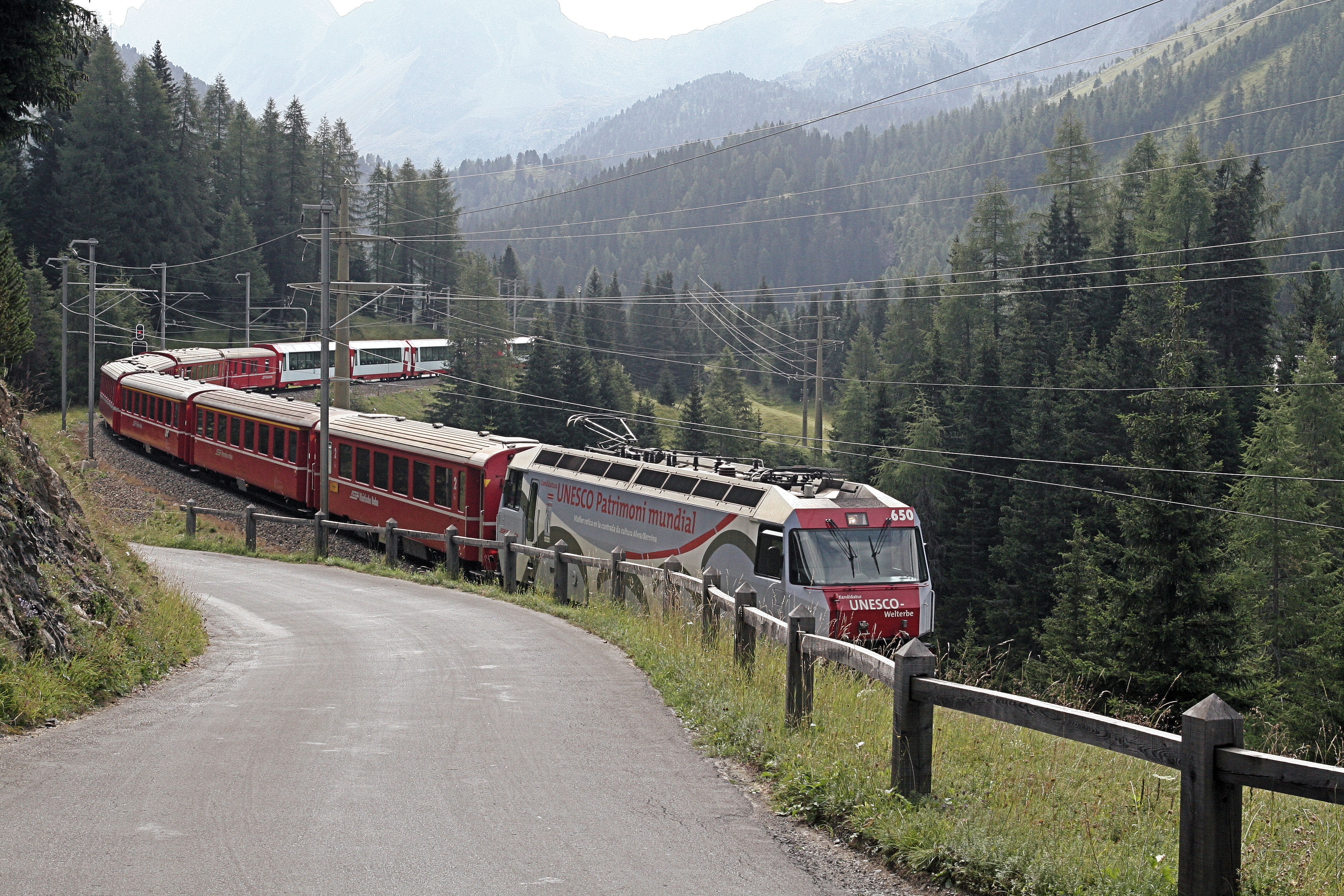
Na linha do Albula
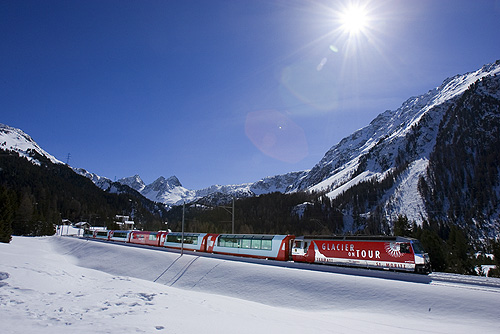
Perto de Albula

Ver algumas imagens da época em «SwissInfo» (em francês) - Jul. 2012